# Flower Boy
A Flower Boy (vagy Scum Fuck Flower Boy) Tyler, the Creator amerikai rapper és producer ötödik stúdióalbuma, amely 2017. július 21-én jelent meg a Columbia Records kiadón keresztül. A teljes projekt producere Tyler volt, közreműködött rajta Frank Ocean, ASAP Rocky, Anna of the North, Lil Wayne, Kali Uchis, Steve Lacy, Estelle, Jaden Smith és Rex Orange County.
Az albumról négy kislemez jelent meg: a Who Dat Boy / 911, a Boredom, az I Ain’t Got Time! és a See You Again. A lemezt méltatták a kritikusok, amiért egyénien kevert különböző stílusokat, illetve a produceri munkáért. A Billboard 200 második helyén debütált, 2017 egyik legjobb lemezének nevezte több magazin is, jelölték a Legjobb rapalbum díjra a 60. Grammy-gálán.

## Háttér
Előző lemezeihez képest a Flower Boy-jal Tyler egy sokkal személyesebb albumot adott ki: „A Cherry Bombnál az elképzelés az első pillanattól az volt, hogy nem akarok személyes lenni. Csak dalokat fogok írni. És ezzel viszont úgy voltam, hogy okés, leírok mindent, amit érzek.” Tyler szerint a reakció a Cherry Bombra negatív volt, és egy olyan lemezt akart kiadni, amely ebben is sikeres volt. A hivatalos címet Scum Fuck Flower Boyként jelentette be, de később lerövidítette kiadás előtt. Tyler Max Martin, Pharrell Williams és Justin Timberlake munkáját emelte ki, mint inspiráció.
A felvételeket 2015 végén kezdte meg. Korábbi albumaihoz hasonlóan Tyler egyedül volt a producer. Úgy döntött, hogy versszakait közvetlenre és rövidre fogja hagyni, hogy több időt adjon közreműködőinek és a zenei alapoknak a kibontakozásra. A lemez több albumán is gitározott Austin Feinstein. Az alapot az I Ain’t Got Time!-hoz eredetileg Kanye Westnek készítette a The Life of Pablo album munkálatai közben. Azt követően, hogy West elutasította, az alapot elküldte Nicki Minaj-nak, aki egy hónap után szintén visszaküldte. A Glittert Justin Biebernek készítette, de Bieber nem válaszolt hívásaira, így Tyler megtartotta. A See You Againt eredetileg a One Direction korábbi tagjának, Zayn Maliknak szánta, de Malik kétszer is elutasította a lehetőséget. A Who Dat Boy pedig Schoolboy Q-nak nem kellett.

## Zene és dalszöveg
A Flower Boy stílusát tekintve hiphop, jazz-rap és neo soul, illetve visszatérő szimbólumok a virágok. Andy Kellman (AllMusic) a dalszövegekről azt írta, hogy Tyler ezen az albumon káromkodik a legkevesebbet, míg korábbi lemezeinek központjában állt a szövegek sokkértéke. Az album nyitódala, a Foreword Scott Glaysher (XXL) szerint egy nyílt levél volt rajongóihoz és a nemzethez, kiemelve a „Hány rappet kell megírnom, amíg elismernek? / Hány láncot viselhetek, amíg rabszolgának nem tekintenek? / Hány rabszolga lehet, amíg Nat Turner feléled? / Hány zavargás lehet, amíg azok a fekete életek számítanak?” sorokat. A Where This Flower Blooms arra az időszakra hivatkozik, mikor Tyler még nem volt híres és gazdag, a Bastard (2009) című debütáló lemeze megjelenése előtt, mikor nagymamájánál lakott: „Térjünk vissza azokhoz a napokhoz / Bárányt számolva Sadie Hannah padlóján.” A Sometimes... egy rövid dal, amelyen egy férfi hangja hallható, aki kijelenti, hogy hallani akarja a róla írt dalt, arra utalva, hogy a következő szám, a See You Again, Tyler férfi szeretőjéről szól. A dalról azt mondták, hogy egy „pozitívan kaleidoszkópikus szerelmes dal.”
Jesse Fairfax (HipHopDX) azt írta, hogy a Who Dat Boy egy „érdes szám, amely egy horrorfilm filmzenéjéhez hasonlít,” míg Zachary Hoskins (Slant Magazine) Kanye West Freestyle 4-jához. A Pothole (magyarul: kátyú) egy „low-profile, de kiemelkedő” szám, amelyben több hivatkozás van járművekkel kapcsolatos fogalmakra, a dal címét metaforaként használja arra, amikor az ember el van akadva az életében. Calum Slingerland (Exclaim!) szerint a Garden Sheden „pszichedelikus gitárjáték és szintetizátorok hallhatók, amelyek felépítenek egy balladát Estelle vokáljával.” Slingerland kijelentette, hogy a dal „Tyler egyik legerőteljesebb felvétele eddig,” többször is hivatkozva szexualitására, amellyel Zachary Hoskins is egyetértett. Kevin Lozano (Pitchfork) azt írta a Boredomról, hogy „Tyler sokoldalúsága kaleidoszkópikus, és a neo soul hangzás, amelyet a Wolfon kezdett el kiépíteni, igazán elkezd kivirágozni” és a dal nagy részeit Tyler arra használja, hogy „produceri képességeit fitogtassa.”
Slingerland kiemelte a hivatkozást River Phoenix amerikai színészre az I Ain’t Got Time!-on, mikor Tyler azt rappeli, hogy „az utas egy fehér fiú, úgy néz ki, mint River Phoenix.” Phoenix egy hasonmása megjelenik a Who Dat Boy videóklipjében is Tylerrel, egy autóban ülnek. Egyes megszólalásokat a dalon Eminem „bizarr” kijelentéseihez hasonlítottak. A The A.V. Club méltatta a használt hangmintákat az I Ain’t Got Time!-on, kiemelve a torzításokat. A dalon Tyler azt mondja, hogy „2004 óta csókolok fehér fiúkat.” A Garden Sheden szintén beszélt szexualitásáról az „Igaz szerelemben voltam / Semmi indok tettetni” és a „Minden barátom elveszett volt / Nem látták a jeleket / Nem akartam beszélni / Megmondom nekik, hol vagyok és nem akarnak sétálni” sorokkal. Sokak szerint ez Tyler coming outja volt, mint biszexuális vagy homoszexuális. Ez kifejezetten érdekes volt, mivel korábbi lemezein nagyon sok homofóbnak tekintett dalszövege volt, amiért az Egyesült Királyságból is kitiltották három évre 2015-ben. Pár évvel korábban már megemlítette szexualitását.
Vanessa Okoth-Obbo (Pitchfork) szerint a 911 / Mr. Lonely az egyedüllét témájára koncentrál „két különböző, de hasonlóan érdekes alapon” és kijelentette, hogy a dal „képviselője a rapper hangzása és problémái megérésének.” Hiba Argane (Affinity Magazine) azt írta a Glitterről, hogy „repetitív, de érezni lehet a crescendót a tematikában.” A záródal, a Enjoy Right Now, Today egy hangszeres dal, amelyen röviden hallható a háttérben Pharrell Williams.

## Népszerűsítés
Az album címe, számlistája és kiadási dátuma 2017. július 6-án lett bejelentve Tyler közösségi média oldalain. A bejelentéskor két albumborítót is bemutattak, a főt Eric White tervezte, míg egy alternatív verziót Tyler. Tatiana Cirisano (Billboard) a White által tervezett borítót 2017 egyik legjobbjának választotta, szürreálisnak nevezte. Az album 11 nappal a megjelenése előtt kiszivárgott.
Egy egyhetes visszaszámlálást követően Twitteren és Instagramon, Tyler kiadta a Who Dat Boy videóklipjét YouTube-on, 2017. június 29-én. Az első kislemezen két dal szerepelt, a Who Dat Boy és a 911 / Mr. Lonely, Who Dat Boy / 911 címen jelent meg június 30-án. 87. helyig jutott a Billboard Hot 100-on. A második kislemez, a Boredom július 11-én került kiadásra, amelyet az I Ain’t Got Time! és a See You Again követte, július 19-én, illetve augusztus 29-én.

## Kritika
A Flower Boyt méltatták a zenekritikusok. A Metacritic weboldalon, amely 100 pontból átlagol ki egy értékelést, az album 84-es számot kapott 18 szakértői kritika alapján. A hasonlóan működő AnyDecentMusic? 7,9/10-et adott neki.
Andy Kellman (AllMusic) pozitív véleményt adott az albumról: „Ugyan a dalok nagy része tele van szorongással és egyedülléttel, a nyílt dalszövegírás és sokoldalú produceri munka, amelyet egy csúcson lévő művész állított össze, roppantan lekötővé teszi őket. Frank Ocean, Pharrell Williams, Kali Uchis, Syd és Estelle között vannak a tizenegy közreműködőnek, akik közül mindenki kulcsfontosságú szerepet játszik az album egészében.” A Flower Boyt a Pitchfork a Legjobb új zene díjával méltatta, Sheldon Pearce azt írta róla, hogy „Tyler legőszintébb és legsikeresebb albuma, végre eléri a tökéletes formáját annak, amin évek óta dolgozott: egy sikertelen kapcsolattal járó szorongás, a viszonzatlan szerelem fájdalma, illetve a fiatalkori közöny megoldása.” Andy Gill (The Independent) kijelentette, hogy „a Flower Boy egy meglepően érzékeny, meggondolt, még akár kellemes személyiséggel” rendelkezik. Jesse Fairfax, a HipHopDX szakértője azt írta, hogy „47 percével az album eddig Tyler, the Creator legrövidebb és legkohezívabb albuma, telítve önelemző beismerésekkel, amelyek logikusan összeállnak nyilvánosan mutatott karakterével.” Renato Pagnani (The A.V. Club) szerint „a Flower Boy az első alkalom, hogy ennyire őszinte volt zenéjében. A flowja sokkal jobb lett, és egy férfi, akinek hangja szinte biztossá tette, hogy rapsztár lesz, egyre jobban tudja formázni bariton hangját, különböző stílusokat felhasználva.” Scott Glaysher (XXL) szintén méltatta a lemezt: „Napjainkban nem sok rapalbum van, amely olyan mély műnek is meg tud felelni, mint könnyen élvezhető zenének, de ennek ellenére Tyler, The Creator mindkettőt eléri. Meg tudja találni az arany középutat a Flower Boyon, és eddigi legjobb albumává alakítja.”
Jamie Milton (NME) azt írta, hogy az albumot „R&B-szupersztár mellékszereplők és feltörekvő újoncok támasztják alá, a hosszú, lusta nyarak felvétele; hátradőlve a felhőkre bámulva.” Lewis Lister (Clash) szerint „korábban úgy érződött, hogy ezt a két oldalt nehéz lenne összeegyeztetni egy albumon; a nyers gyakran ellenállna a békéssel, főleg az utolsó stúdióalbumon, a Cherry Bombon. A Flower Boyon viszont Tyler tökéletesítette a kettő házasságát.” A The Guardian kritikájában Paul Lester azt írta, hogy „ha semmi más, akkor a Flower Boy Tylert legalább a legkevésbé kínzott és őrült állapotában találja meg; egy kitűnően hangszerelt, melodikus szintirap album, amely vágyakozó és önelemző, mennyei. Nem az egésze álmodozó – figyelj az alkalmi profán kátyúkra –, de összességében egy fejlődő előadó és érett személy munkája.” Austin Reed (Pretty Much Amazing) kritikájában: „A Flower Boy közelebb helyezte Tylert a vonalhoz. Szokatlan lépés, az biztos, de mindenképpen hatásos.” Vegyes véleményében Kelly McClure (Consequence) kijelentette, hogy „Nagyon hasonló az eddigiekhez. Szüksége van valami másra. Valami érdekesebbre.” 2022 szeptemberében a Consequence visszavonta a kritikát, Eddie Fu azt írta, hogy „a Flower Boy zenei fejlődést mutatott be a neo soul és a jazz felhasználásával. Akkor is egyértelműnek kellett volna lennie, hogy ez egy nagy lépés volt Tyler karrierjében.”

### Ranglisták
| Magazin        | Lista                                       | Helyezés | For.   |
| -------------- | ------------------------------------------- | -------- | ------ |
| Billboard      | A Billboard 50 legjobb 2017-es albuma       | 29       | [ 45 ] |
| Complex        | 2017 legjob albumai                         | 6        | [ 46 ] |
| Exclaim!       | Az Exclaim! 10 legjobb 2017-es hiphopalbuma | 6        | [ 47 ] |
| NME            | Az NME legjobb 2017-es albumai              | 19       | [ 48 ] |
| Now            | 2017 10 legjobb albuma                      | 7        | [ 49 ] |
| Noisey         | 2017 100 legjobb albuma                     | 5        | [ 50 ] |
| Noisey         | A 2010-es évek 100 legjobb albuma           | 53       | [ 51 ] |
| Paste          | A 2010-es évek 100 legjobb albuma           | 96       | [ 52 ] |
| Pitchfork      | 2017 50 legjobb albuma                      | 8        | [ 53 ] |
| Pitchfork      | A 2010-es évek 200 legjobb albuma           | 120      | [ 54 ] |
| Slant Magazine | 2017 25 legjobb albuma                      | 14       | [ 55 ] |
| Wire           | 2017 50 legjobb kiadása                     | 18       | [ 56 ] |

## Díjak és jelölések
| Díjátadó   | Év   | Kategória        | Eredmények | For.   |
| ---------- | ---- | ---------------- | ---------- | ------ |
| Grammy-díj | 2018 | Legjobb rapalbum | Jelölve    | [ 57 ] |

## Számlista
Minden dal producere Tyler, the Creator.
| Flower Boy | Flower Boy                                                        | Flower Boy                                                                                          | Flower Boy | Flower Boy | Flower Boy | Flower Boy | Flower Boy | Flower Boy | Flower Boy |
|            | Cím                                                               | Szerző(k)                                                                                           | Hossz      |            |            |            |            |            |            |
| ---------- | ----------------------------------------------------------------- | --------------------------------------------------------------------------------------------------- | ---------- | ---------- | ---------- | ---------- | ---------- | ---------- | ---------- |
| 1.         | Foreword (Rex Orange County közreműködésével)                     | Tyler Okonma Alex O’Connor Michael Karoli Jaki Liebezeit Irmin Schmidt Holger Schuering Damo Suzuki | 3:14       |            |            |            |            |            |            |
| 2.         | Where This Flower Blooms (Frank Ocean közreműködésével)           | Okonma Frank Ocean                                                                                  | 3:14       |            |            |            |            |            |            |
| 3.         | Sometimes...                                                      | Okonma                                                                                              | 0:36       |            |            |            |            |            |            |
| 4.         | See You Again (Kali Uchis közreműködésével)                       | Okonma                                                                                              | 3:00       |            |            |            |            |            |            |
| 5.         | Who Dat Boy (ASAP Rocky közreműködésével)                         | Okonma Rakim Mayers                                                                                 | 3:25       |            |            |            |            |            |            |
| 6.         | Pothole (Jaden Smith közreműködésével)                            | Okonma Roy Ayers                                                                                    | 3:57       |            |            |            |            |            |            |
| 7.         | Garden Shed (Estelle közreműködésével)                            | Okonma Estelle Swaray                                                                               | 3:43       |            |            |            |            |            |            |
| 8.         | Boredom (Rex Orange County és Anna of the North közreműködésével) | Okonma                                                                                              | 5:20       |            |            |            |            |            |            |
| 9.         | I Ain’t Got Time!                                                 | Okonma                                                                                              | 3:26       |            |            |            |            |            |            |
| 10.        | 911 / Mr. Lonely (Frank Ocean és Steve Lacy közreműködésével)     | Okonma Ocean Raymond Calhoun                                                                        | 4:15       |            |            |            |            |            |            |
| 11.        | Droppin’ Seeds (Lil Wayne közreműködésével)                       | Okonma Dwayne Carter, Jr.                                                                           | 1:00       |            |            |            |            |            |            |
| 12.        | November                                                          | Okonma                                                                                              | 3:45       |            |            |            |            |            |            |
| 13.        | Glitter                                                           | Okonma                                                                                              | 3:44       |            |            |            |            |            |            |
| 14.        | Enjoy Right Now, Today                                            | Okonma                                                                                              | 3:55       |            |            |            |            |            |            |
| 46:34      |                                                                   | |            |            |            |            |            |            |            |

Hangminták
- Foreword: Spoon (Sonic Youth Remix), szerezte: Michael Karoli, Jaki Liebezeit, Irmin Schmidt, Holger Schuering és Damo Suzuki, előadta: Can.
- Pothole: Ooh, szerezte és előadta: Roy Ayers.
- I Ain’t Got Time!: Introduction, előadta: Bel-Sha-Zaar és a Tommy Genapopoluis & the Grecian Knights.
- 911 / Mr. Lonely: Outstanding, szerezte: Raymond Calhoun, előadta: The Gap Band.

## Közreműködők
Az albumjegyzetek alapján.
- Tyler, the Creator – vokál, producer, felvételek, borító, csomagolás
- Rex Orange County – közreműködő vokál (1, 8), háttérénekes (7)
- Frank Ocean – közreműködő vokál (2, 10)
- Kali Uchis – közreműködő vokál (4)
- ASAP Rocky – közreműködő vokál (5), további vokál (10)
- Jaden Smith – közreműködő vokál (6)
- Estelle – közreműködő vokál (7)
- Anna of the North – közreműködő vokál (8), további vokál (10)
- Steve Lacy – közreműködő vokál (10), gitár (13)
- Lil Wayne – közreműködő vokál (11)
- Pharrell Williams – vokál (14)
- Shane Powers – további vokál (3)
- Corinne Bailey Rae – további vokál (8)
- Jasper Dolphin – további vokál (10)
- Schoolboy Q – további vokál (10)
- Lionel Boyce – további vokál (10)
- Alexander Brettin – háttérénekes (6)
- Austin Feinstein – gitár (1, 7, 8)
- Vic Wainstein – felvételek
- Derek Jenner – asszisztens hangmérnök
- Josh Sellers – asszisztens hangmérnök
- Neal H Pogue – keverés
- Zachary Acosta – keverő asszisztens
- Mike Bozzi – maszterelés
- Sofia Okkonen – fényképész
- Wyatt – fényképész
- Eric White – borító
- Koopz – csomagolás

## Slágerlisták és kereskedelmi teljesítmény
A Flower Boy a Billboard 200 második helyén debütált 106 000 eladott albummal egyenértékű egységgel, amelyből 70 ezer tiszta albumeladás volt.
| Slágerlista (2017–2025)                       | Legmagasabb pozíció |
| --------------------------------------------- | ------------------- |
| Ausztrália (ARIA Top 50 Albums)               | 8                   |
| Ausztria (Ö3 Austria Top 40)                  | 57                  |
| Belgium (Ultratop Flandria)                   | 29                  |
| Belgium (Ultratop Vallónia)                   | 60                  |
| Dánia (Hitlisten Album Top 40)                | 11                  |
| Egyesült Királyság (UK Albums Chart)          | 9                   |
| Egyesült Királyság (UK R&B Albums)            | 3                   |
| Egyesült Királyság (Scottish Albums)          | 26                  |
| Finnország (Musiikkituottajat Albumit Top 50) | 37                  |
| Franciaország (SNEP Album Top 100)            | 65                  |
| Hollandia (Dutch Charts Album Top 100)        | 14                  |
| Írország (IRMA Top 100 Artist Album)          | 7                   |
| Kanada (Billboard Canadian Albums Chart)      | 2                   |
| Magyarország (Mahasz)                         | 28                  |
| Németország (Offizielle Top 100)              | 66                  |
| Norvégia (VG-lista Album Top 40)              | 12                  |
| Svájc (Schweizer Hitparade Top 100 Albums)    | 40                  |
| Svédország (Sverigetopplistan Top 60 Albums)  | 20                  |
| USA Billboard 200                             | 2                   |
| USA Top R&B/Hip-Hop Albums (Billboard)        | 1                   |
| Új-Zéland (Recorded Music NZ Top 40 Albums)   | 6                   |

| Slágerlista (2017)                     | Pozíció |
| -------------------------------------- | ------- |
| Ausztrália (ARIA Urban Albums)         | 31      |
| USA Billboard 200                      | 136     |
| USA Top R&B/Hip-Hop Albums (Billboard) | 51      |
| Slágerlista (2018)                     | Pozíció |
| USA Billboard 200                      | 155     |
| Slágerlista (2022)                     | Pozíció |
| USA Billboard 200                      | 183     |
| Slágerlista (2023)                     | Pozíció |
| USA Billboard 200                      | 105     |
| USA Top R&B/Hip-Hop Albums (Billboard) | 61      |
| Slágerlista (2024)                     | Pozíció |
| USA Billboard 200                      | 153     |

## Minősítések
| Régió                                                            | Minősítés  | Eladott példányszám |
| ---------------------------------------------------------------- | ---------- | ------------------- |
| Ausztrália (ARIA)                                                | arany      | 35 000‡             |
| Dánia (IFPI Denmark)                                             | platina    | 20 000‡             |
| Egyesült Államok (RIAA)                                          | 2× platina | 2 000 000‡          |
| Egyesült Királyság (BPI)                                         | arany      | 100 000‡            |
| Franciaország (SNEP)                                             | arany      | 50 000‡             |
| Kanada (Music Canada)                                            | platina    | 80 000‡             |
| Lengyelország (ZPAV)                                             | platina    | 20 000‡             |
| Svédország (GLF)                                                 | arany      | 15 000‡             |
| ‡ Eladási+streaming példányszámok kizárólag a minősítés alapján. |            |                     |